# Резолюция 174 на Съвета за сигурност на ООН
Резолюция 174 на Съвета за сигурност на ООН е приета единодушно на 12 септември 1962 г. по повод кандидатурата на Ямайка за членство в ООН. С Резолюция 174 Съветът за сигурност препоръчва на Общото събрание на ООН Ямайка да бъде приета за член на Организацията на обединените нации.